# 文殊 (列車)
文殊（もんじゅ）は、西日本旅客鉄道（JR西日本）と北近畿タンゴ鉄道 (KTR) が新大阪駅 - 天橋立駅間をJR西日本東海道本線・福知山線（JR宝塚線）・KTR宮福線・宮津線経由で、2011年3月まで運行していた特別急行列車である。
本項では、日本国有鉄道（国鉄）とJR西日本が大阪と天橋立を結んでいた優等列車の沿革についても記述する。

## 概要
北近畿ビッグXネットワークを形成する列車の一つで、新大阪駅から兵庫県丹波地区・京都府北部の福知山市北近畿地区・宮津市の丹後地区を結んでいた。イメージカラーは緑色（■）で、走行路線の一つであるKTR宮福線沿線に聳え立つ大江山の鬼伝説に登場する「青鬼」にちなんでいた。
1996年3月16日に山陰本線園部駅 - 福知山駅間およびKTR線福知山駅 - 宮津駅 - 天橋立駅間が電化されたことにより運転を開始した。だが、1998年から2003年にかけて綾部宮津道路が開通し、舞鶴若狭自動車道・綾部宮津道路経由で大阪と丹後地区の間が高速道路で結ばれるようになってからは利用客が減少した。その後、2011年3月12日のダイヤ改正において、同じく大阪から丹後地区を結んでいた「タンゴエクスプローラー」とともに廃止された。

### 列車名の由来
列車名は、日本三文殊の一つで京都府宮津市天橋立にある天橋山智恩寺の本堂「文殊堂」および同所に安置されている本尊の「文殊菩薩」が由来となっている。

## 運行概況
運転開始当初は、新大阪駅 - 天橋立駅間で下り1本と上り2本が運転され、1999年には1往復に削減された。基本的に福知山線内では「北近畿」のダイヤに準じており、上下ともに午後に運転されていた。また、福知山駅の同一ホームの向かい側にて特急「きのさき」に接続していた。
1号では一部区間で車内販売が行われ、一部の列車では北近畿地方の民謡（福知山音頭・宮津節・デカンショ節）をアレンジした車内チャイムが流れていた。列車番号は（3070+号数）Mであった。

### 停車駅
廃止当時の停車駅
新大阪駅 - 大阪駅 - 尼崎駅 - 宝塚駅 - 三田駅 - 篠山口駅 - 柏原駅 - 福知山駅 - 大江駅 - 宮津駅 - 天橋立駅

### 使用車両・編成
福知山電車区に所属する183系が使用されていた。上下ともに4両編成での運転。1号はB編成を使用した半室グリーン車、2号はA編成を使用した全室グリーン車で運転されていた。

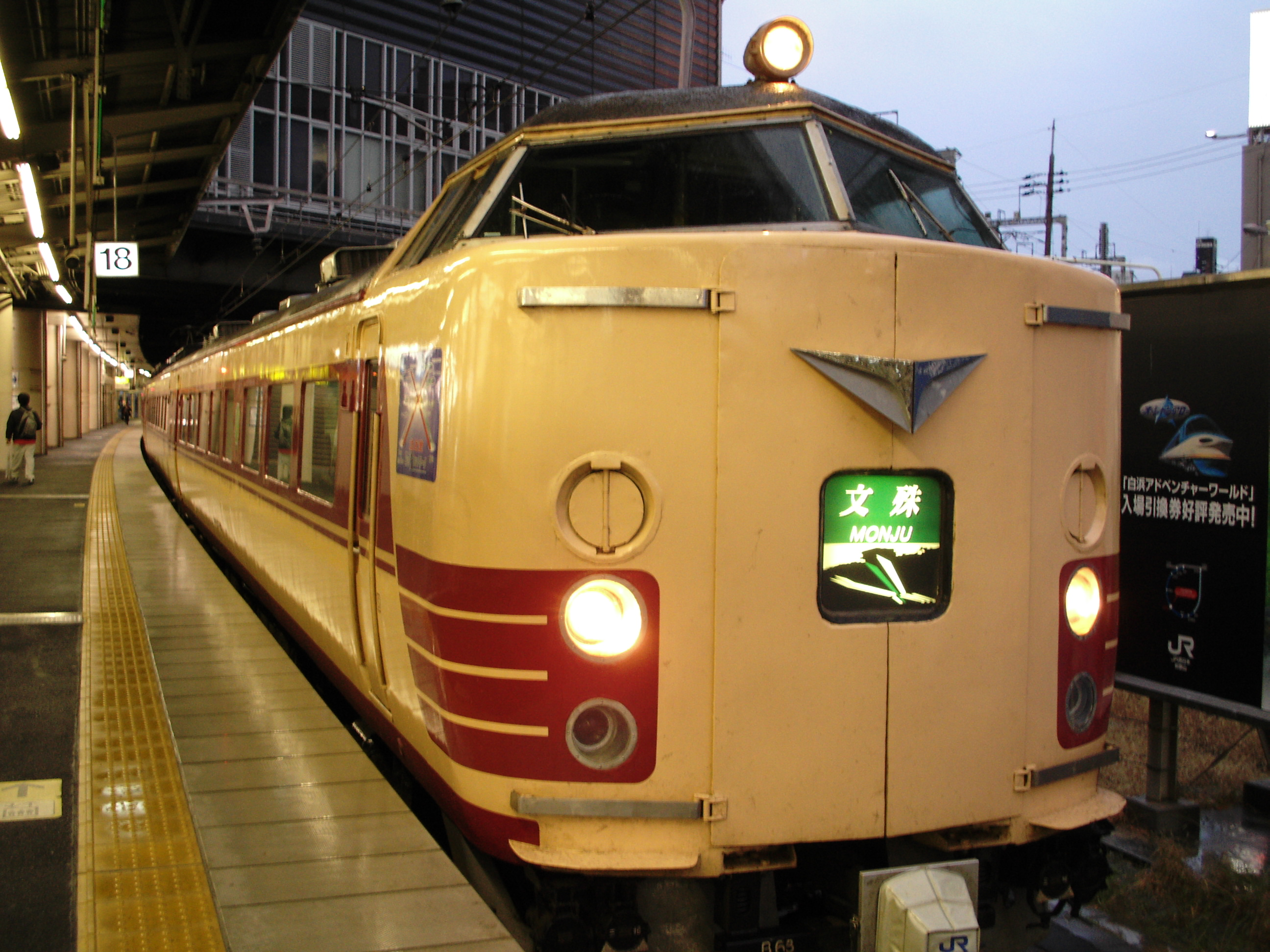
183系国鉄色編成(新大阪駅撮影)

## 臨時列車
11月から3月にかけては、カニのシーズンとなるため、JR西日本が発売する駅長おすすめ駅プランの、かにカニ日帰りエクスプレス期間中には特急列車の利用が多く見込まれるため、期間中の土休日には1999年から定期列車の補完として「かにカニエクスプレス」である「かにカニ文殊」が2001年度・2002年度に新大阪発天橋立行が1本運転されていた。
1998年度までは「味めぐり文殊」として新大阪駅 - 天橋立駅間に1往復運転されていた。

## 大阪対天橋立優等列車概略

### みやづ
1988年7月16日に宮福鉄道宮福線（現在の京都丹後鉄道宮福線）が開業し、新大阪駅 - 天橋立駅間で急行列車として運転を開始した。臨時列車ではあるが、毎日運転されていた。また、福知山駅 - 天橋立駅間は快速列車として運転された。車両は、キハ58系が使用された。運転開始とほぼ同時期に阪急バス・丹後海陸交通による高速バス大阪 - 宮津線の運行が開始され、利便性や車内設備、運賃料金などの面で高速バスの後塵を拝していたこともあり、利用客は海水浴シーズンやカニシーズンの週末、旧盆や年末年始、ゴールデンウィークといった繁忙期以外は少ない状態であった。
1996年に宮福線が電化されることにより、電車での運転が可能になったため、「文殊」に置き換えられ廃止された。

### エーデル丹後

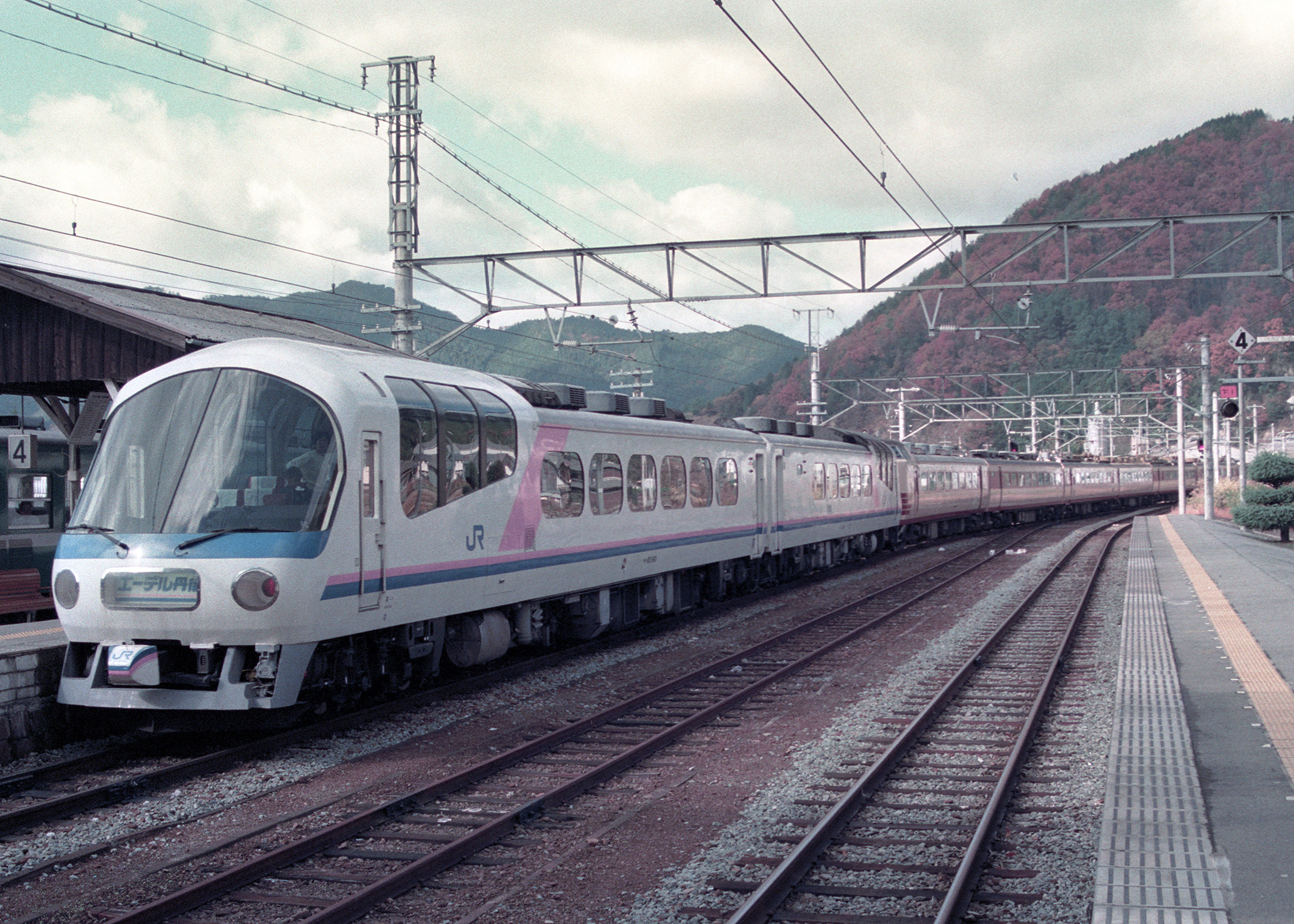
「北近畿」と併結運転中の「エーデル丹後」

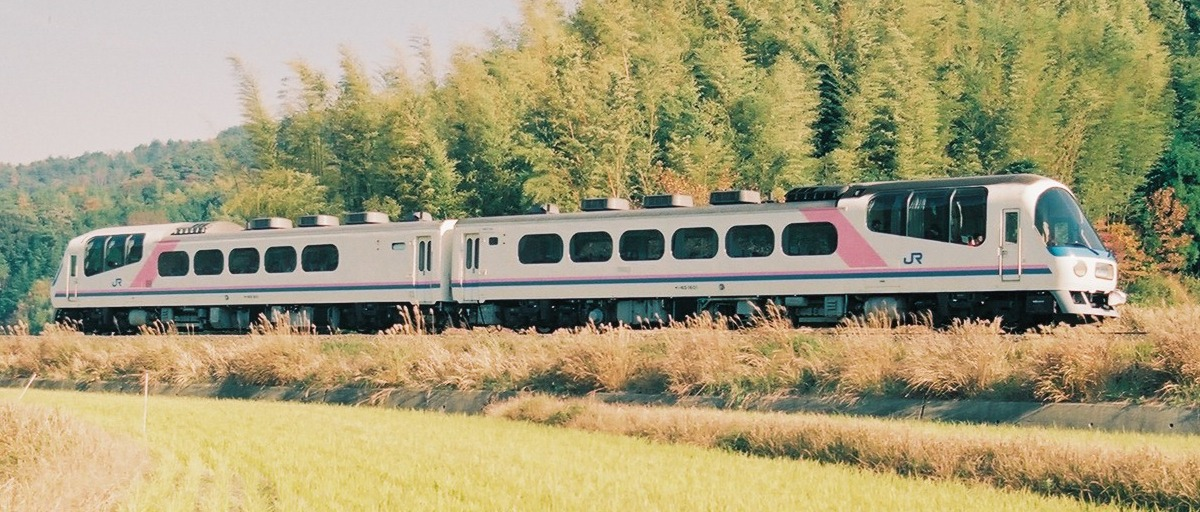
エーデル丹後（1990年）

「みやづ」と同じく宮福線の開業により運転を開始した特急列車である。週末のみ運転される臨時列車だった。キハ65形気動車が使用されたため、電車と気動車の併結運転方式が採用された。これは「ゆぅトピア和倉」で前例があったので可能となった。福知山線内では「北近畿」の最後部に付随車として連結されていた。
「エーデル丹後」は全車普通車であったが、団体列車として運用できる車内設備を有しており、行楽客からは人気があった。特に、展望席の特急券は入手が困難であった。
1996年に KTR が開発したKTR8000形の運用開始にあわせて、「エーデル丹後」は「タンゴディスカバリー」に置き換えられ、廃止された。

## 大阪対天橋立優等列車沿革
- 1988年（昭和63年）7月16日：宮福線開業に伴い、新大阪駅 - 天橋立駅間（福知山線・宮福線・宮津線経由）で急行「みやづ」と特急「エーデル丹後」が運転開始。
- 1996年（平成8年）3月16日：KTR宮福線の電化により次のように変更。
  1. 「みやづ」「エーデル丹後」が廃止。
  2. 特急「文殊」が1.5往復運転開始。
- 1999年（平成11年）10月2日：舞鶴線電化開業による運転系統見直しにより、「文殊」の新大阪行1本が廃止。
- 2005年（平成17年）4月25日 - 6月18日：JR福知山線脱線事故の影響により、新大阪駅 - 福知山駅間で運休。
- 2007年（平成19年）3月18日：全車禁煙化される。
- 2011年（平成23年）3月11日：ダイヤ改正により「文殊」廃止[1]。以降、定期運用での大阪 - 天橋立間の直通特急は消滅。（福知山駅で城崎温泉方面行きの「こうのとり」と、京都発着「はしだて」もしくは福知山発着「たんごリレー」との連絡を伴う形に。）また、多客時の臨時運転が行われる場合も、「こうのとり」として運行。